# Synagoga w Czeskim Cieszynie (ul. Ruchu Oporu 4)
Synagoga w Czeskim Cieszynie – synagoga znajdująca się w Czeskim Cieszynie, przy ulicy Ruchu Oporu 4.
Synagoga została założona na początku XX wieku przez stowarzyszenie Szomre-Szabos. Po 1920 roku bożnica okazała się być jedynym miejscem kultu po lewej stronie Cieszyna. Po budowie nowej synagogi przez Szomre-Szamos, bożnica została sprzedana Mosesowi Löblowi Mayowi. 